# Östliche Gabunviper
Die Östliche Gabunviper (Bitis gabonica) ist eine Schlangenart aus der Gattung der Puffottern (Bitis Gray, 1842). Sie gehört mit einer maximalen Körperlänge von über zwei Metern zu den längsten Vipern. Mit einem maximalen Körpergewicht von etwa zehn Kilogramm ist sie zudem eine der schwersten Giftschlangen der Welt. Die Giftzähne sind mit einer Länge von rund fünf Zentimetern mit die längsten aller Schlangenarten. Trotz ihrer Größe und ihres sehr wirksamen Giftes ist die Art aufgrund ihrer geringen Aggressivität und der zumeist vergleichsweise langsamen Bewegungen medizinisch kaum relevant. Todesfälle durch den Biss der Schlange sind extrem selten.
Bis etwa 2000 wurde die Gabunviper als eine Art mit einer westlichen und einer östlichen Unterart betrachtet, die der Nashornviper (Bitis nasicornis) gegenübergestellt wurde. Nach Untersuchungen auf molekularbiologischer Basis konnte jedoch festgestellt werden, dass beide Unterarten so unterschiedlich sind, dass sie eigenständige Arten darstellen. In der Folge kam es zu einer Trennung der beiden Formen als eigenständige Arten, sodass der Östlichen Gabunviper nun die Westliche Gabunviper (Bitis rhinoceros) als Schwesterart gegenübergestellt wird.

## Merkmale

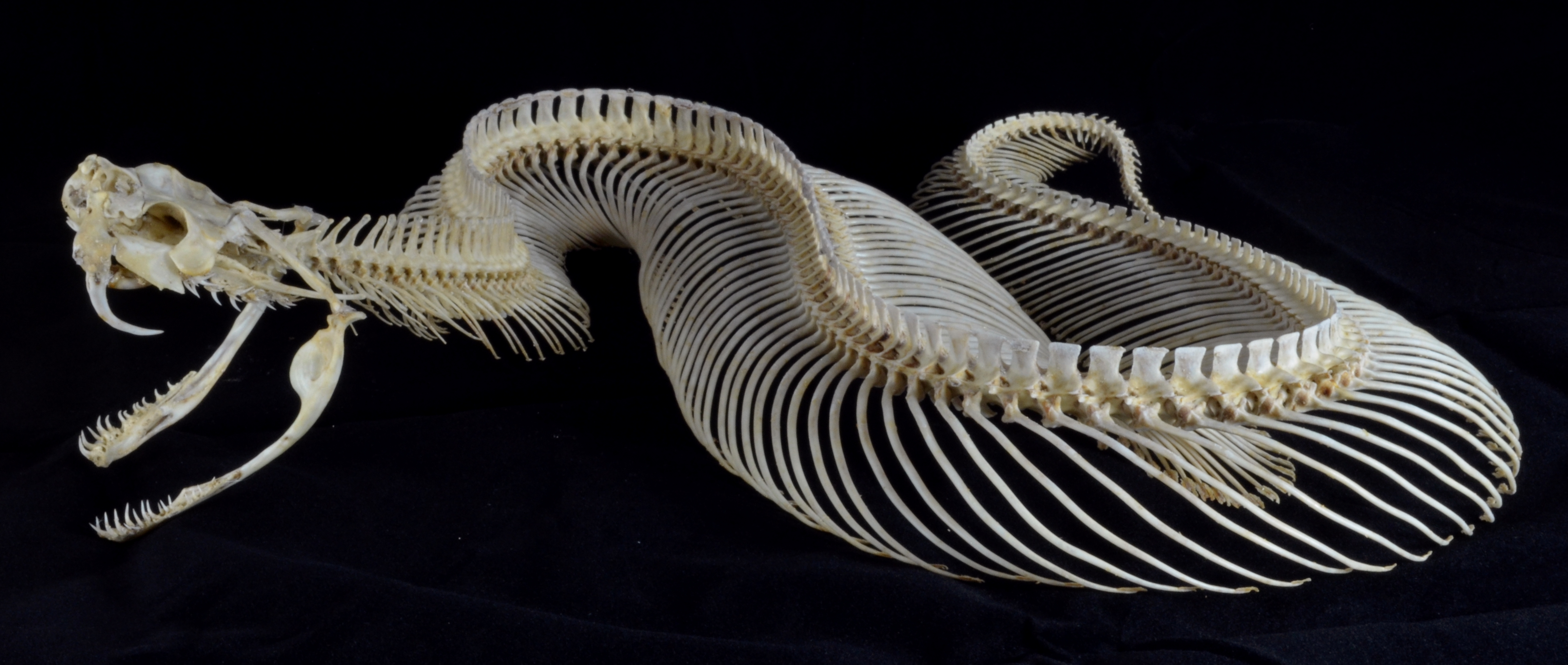
Skelett und Schädel einer Gabunviper

Die Gabunviper hat eine durchschnittliche Körperlänge von 1,20 bis 1,50 Metern, kann jedoch auch größer werden. Aufgrund des sehr untersetzten und schweren Körperbaues erreicht die Art ein Gewicht von acht bis maximal zehn Kilogramm, das selbst von deutlich längeren Giftnattern wie etwa der Königskobra (Ophiophagus hannah) mit über fünf Metern Maximallänge nicht erreicht wird. Die Gabunviper gilt daher als schwerste Giftschlange der Welt. Die Weibchen werden im Regelfall etwas länger als die Männchen, außerdem lassen sich die Geschlechter anhand der Schwanzlänge unterscheiden. Diese beträgt bei Männchen etwa zwölf Prozent der Körperlänge, bei Weibchen nur sechs Prozent.
Der wuchtige, dreieckige Kopf der Schlange ist vom Körper durch einen eher schmalen Hals direkt hinter dem Nacken deutlich abgesetzt. Der Hals hat dabei einen Durchmesser, der etwa ein Drittel der Kopfbreite ausmacht. Die Nasalschuppen (Nasalia) sind vor allem bei der Unterart B. g. rhinoceros zu deutlichen Hörnern umgebildet. Die Augen sind sehr groß und im Vergleich zu fast allen anderen Schlangenarten sehr beweglich. Sie sind von 15 bis 21 Circumocularia umrandet und unterhalb der Subocularia mit fünf Reihen kleinerer Schuppen von den Oberlippenschildern (Supralabialia) getrennt. Insgesamt hat die Gabunviper 13 bis 18 Supralabialia und 16 bis 22 Unterlippenschilder (Sublabialia). Die Giftzähne im Oberkiefer sind bis zu fünf Zentimeter lang und damit die längsten bekannten Giftzähne überhaupt. Es handelt sich bei ihnen um die für Vipern typischen, vorn stehenden und ausklappbaren Giftzähne mit innerem Giftkanal (solenoglyphe Giftzähne), die von einer fleischigen Scheide umhüllt sind, welche sich beim Ausklappen zurückzieht und dann die eigentlichen Zähne freigibt. Die Giftzähne sind durch einen Kanal mit den hinter den Augen liegenden sehr großen Giftdrüsen verbunden. Weitere, viel kleinere Zähne sitzen in zwei Reihen auf dem Gaumenbein (Palatinum) und dem Flügelbein (Pterygoid).
Der Körper besitzt an seiner dicksten Stelle 28 bis 46 dorsale Schuppenreihen pro Querreihe. Die Schuppen sind mit Ausnahme der äußersten sehr stark gekielt, die seitlichen Schuppen sind leicht gebogen. Die Bauchseite ist von 124 bis 140 Bauchschuppen (Ventralia) besetzt, wobei Männchen selten über und Weibchen selten unter 132 Ventralia besitzen. Die Analschuppe ist ungeteilt, ihr schließen sich 17 bis 33 Schuppenpaare der Schwanzunterseite (Subcaudalia) an, dabei haben Männchen nie weniger als 25 und Weibchen nie mehr als 23 Paare.
Eine Grundfarbe ist auf dem Körper der Schlangen nicht zu erkennen, die Färbung setzt sich vielmehr aus einem Mosaik von regelmäßig geformten Flächen zusammen. Der Kopf ist auf der Oberseite cremeweiß. Von den silbrig-schwarzen Augen ziehen sich die bereits erwähnten dunklen Dreiecke abwärts zum Maulwinkel. Der cremefarbene, fast pastellfarbige Bereich reicht über den Nacken und geht über in eine Reihe von ebenfalls in dieser Farbe gehaltenen Rechtecken, die sich auf dem Rücken bis zum Schwanz ziehen. Unterbrochen sind sie von olivgrünen und zentral eingeschnürten Flecken mit einer hellen Begrenzung. In der Einschnürung werden die Flecken durch braune Dreiecke zu Rechtecken ergänzt. Unterhalb dieser hellen Rückenzeichnung sind die Flanken vor allem durch eine Reihe großflächiger hellbrauner Rautenflecken (Diamanten) im Wechsel mit dunklen Dreiecken gekennzeichnet, die unten von einer weißen Zickzacklinie abgegrenzt werden. Unterhalb dieser liegen wiederum braune Dreiecke bis zum Bauch. Die Zeichnung ist individuell leicht variabel, wobei vor allem die Farben etwas unterschiedlich sein können. So kommen insbesondere bei frisch gehäuteten Tieren grünliche, gelbe, bläuliche oder violette Farben vor, und zwischen den Hauptzeichnungen können kleinere Farbflecken in weiß, gelb oder rot vorkommen.

### Unterschiede zwischenBitis gabonicaundBitis rhinoceros
Beide Gabunvipern sind sehr farbenfroh gemustert und auf dem Boden liegend durch das Laubmuster sehr gut getarnt. Abgesehen davon, dass sie nicht gemeinsam in einer Region vorkommen, lassen sich die Unterarten vornehmlich dadurch unterscheiden, dass der Kopf von B. gabonica im Gegensatz zu B. rhinoceros gar keine oder nur sehr kleine hornartige Vergrößerungen der Schuppen auf der Schnauze aufweist. B. gabonica weist vom Auge ausgehend zur Mundöffnung hin zwei dunkle dreieckige Flächen bzw. eine, von einer unterschiedlich stark ausgeprägten, hellen Linie unterteilte Fläche auf. B. rhinoceros hat nur ein großes bzw. nicht unterteiltes Dreieck. In der sonstigen Körperform und Färbung unterscheiden sich die beiden Arten kaum voneinander.

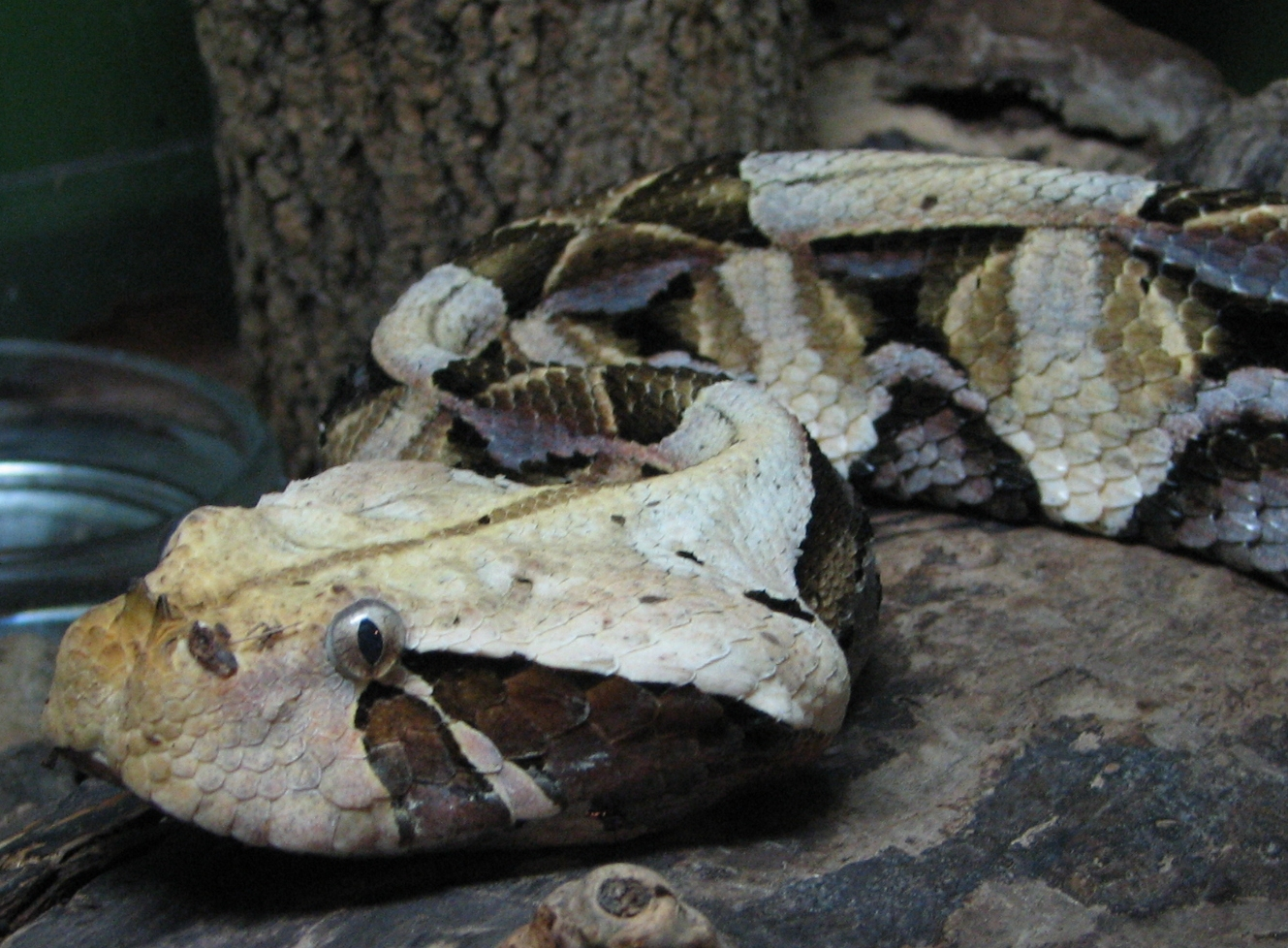
Bitis gabonica
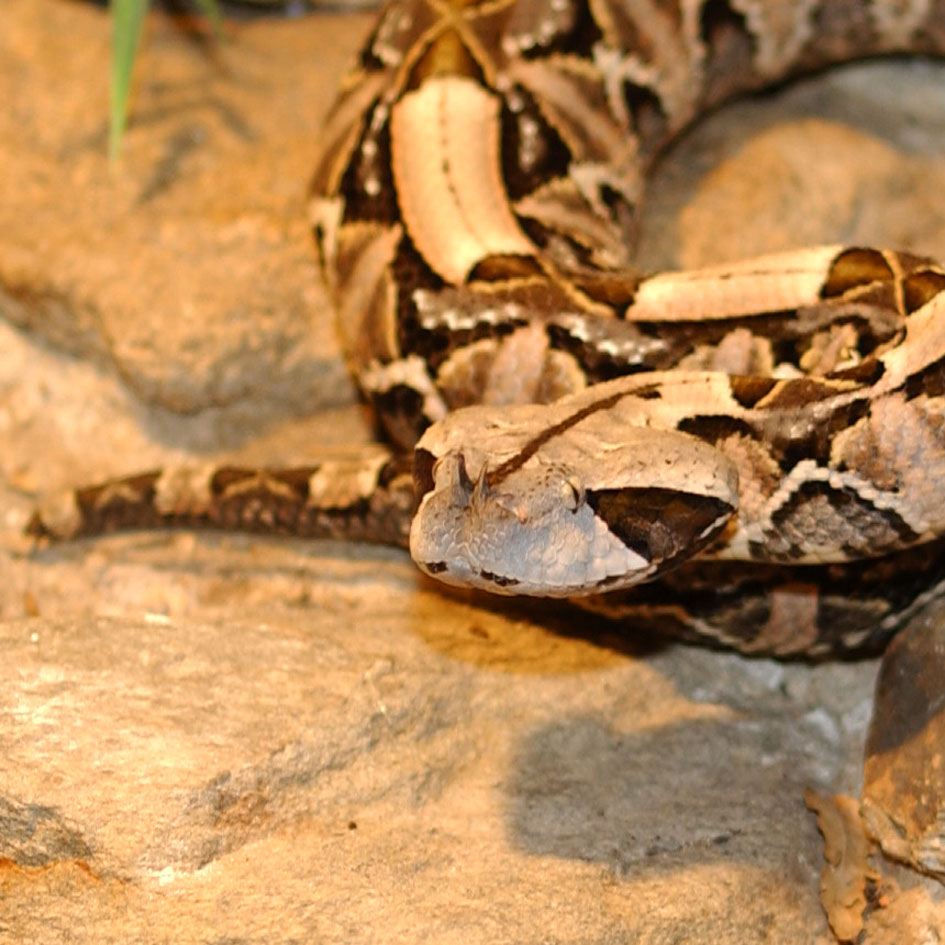
Bitis rhinoceros

## Verbreitung und Lebensraum

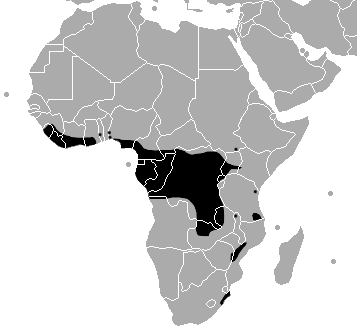
Verbreitung beider Gabunviperarten

Die Erstbeschreibung der Art erfolgte an einem Exemplar aus Gabun, wodurch die Schlange sowohl ihren wissenschaftlichen Namen „B. gabonica“ als auch ihren Trivialnamen „Gabunviper“ erhielt (Terra typica). Das Verbreitungsgebiet der Art umfasst weite Teile des Regenwaldgebietes Zentralafrikas sowie mehrere kleinere, isolierte Areale in Ost- und Südafrika.

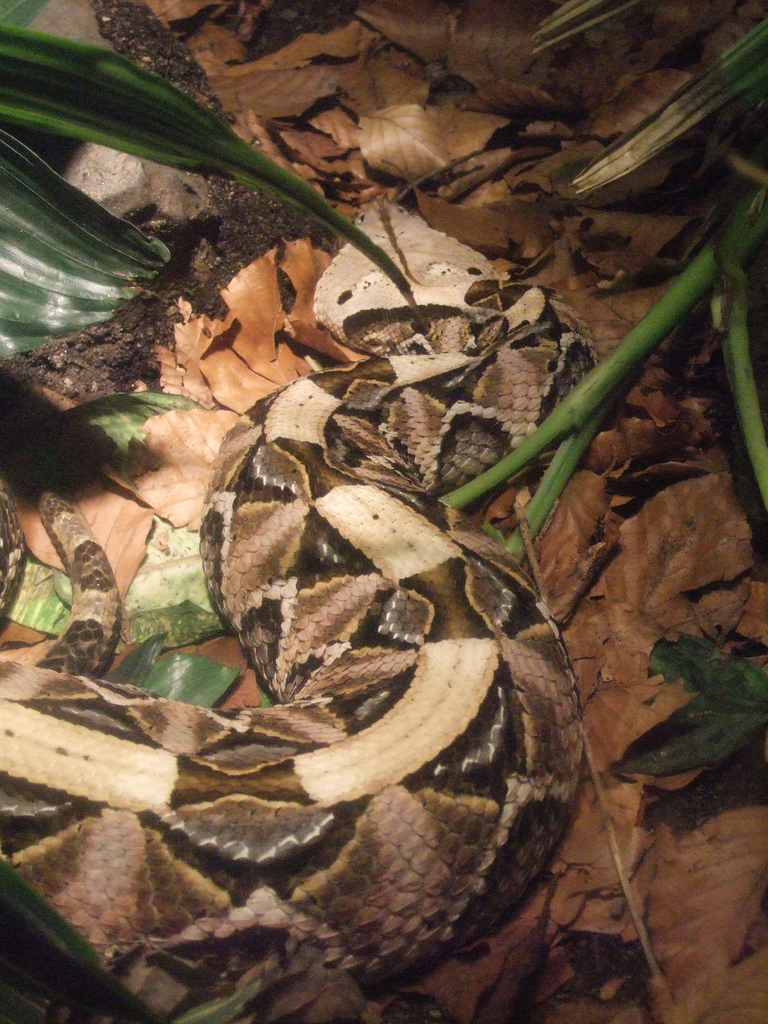
Die Gabunviper ist vor allem im Laub gut getarnt

Durch die Dahomey-Gap, einen nahezu waldfreien und trockenen Korridor zwischen den oberguineischen und kongolesischen Regenwäldern, sind die Verbreitungsgebiete von Bitis gabonica und Bitis rhinoceros vollständig getrennt. Im östlichen und südlichen Afrika sind die Vorkommen ebenfalls lokal sehr begrenzt und vom Hauptverbreitungsgebiet im Kongobecken isoliert.
Die Gabunviper ist eine ausgesprochene Waldart, die vor allem im tropischen Regenwald und dessen Randwäldern lebt. Außerdem lebt sie in Sumpfland, sowohl im Bereich von Stillgewässern als auch im Umfeld von Flüssen oder anderen Fließgewässern. Vor allem in Westafrika wird die Schlange in Kakao- und in Ostafrika in Kaffee-Plantagen in ehemaligen Regenwaldgebieten angetroffen und für Tansania werden Vorkommen der Viper in Sekundärwäldern, Cashew-Plantagen und buschigem Kulturland sowie Dickichten beschrieben. Man findet sie vor allem im Flachland, seltener in Höhen bis zu 1.500 oder sogar 2.100 m über Meer.

## Lebensweise
Die Gabunviper ist eine solitäre, auf dem Boden lebende und meistens nachtaktive Schlange, die vor allem mit der abendlichen Dämmerung aktiv wird. Sie wird gemeinhin als sehr behäbig oder auch lethargisch beschrieben und bewegt sich oft stundenlang kaum von der Stelle. Ihre Fortbewegung erfolgt kriechend, indem sie sich auf ihren Bauchschuppen vorwärts zieht, und sehr langsam. Wird sie gestört, kann sie sich auch kurze Zeit schlängelnd fortbewegen; meistens verharrt sie in dem Fall jedoch bewegungslos oder geht in eine Verteidigungsposition über.
Wird die Schlange sehr stark gereizt und fühlt sich dadurch bedroht, kommt es zu dem für Puffottern typischen Drohverhalten, bei dem sie sich mehrfach aufbläht und die aufgenommene Luft zischend oder mit lauten Knallgeräuschen wieder entlässt. Diese Aufregung kann sehr lang andauern; Hans-Günter Petzold, ehemaliger stellvertretender Direktor und Kurator für niedere Wirbeltiere im Tierpark Berlin, berichtete beispielsweise von einer in Gefangenschaft gehaltenen Gabunviper, deren Terrarium tagelang mit Matten verhängt wurde, bis sich das Tier wieder beruhigt hatte. Wenn die Schlange zubeißt, schnellt der Vorderkörper mit einer solchen Wucht vor, dass das Tier bis zur Hälfte vom Boden abhebt.

### Ernährung
Die Gabunviper ist ein unspezialisierter Lauerjäger. Sie wartet im Laub liegend und gut getarnt auf potentielle Beutetiere, die in ihre Reichweite gelangen, und schnappt dann schnell vorstoßend zu. Dabei reagiert sie auf Vibrationen des Bodens oder auf den Geruch des Beutetieres. Beim Zustoßen wurde eine Geschwindigkeit von 23,6 Meter pro Sekunde gemessen, was ca. 85 km/h entspricht.
Den Hauptanteil ihrer Beute machen entsprechend bodenlebende Kleinsäuger aus, insbesondere Nagetiere wie Rohrratten, Riesenhamsterratten, Vielzitzenmäuse und auch Stachelschweine, aber auch kleine Affen, Fledertiere oder Kleinstböckchen (Neotragus pygmaeus). Außerdem gehören Vögel wie Frankoline oder Tauben sowie Frösche und Echsen zu ihrem Beutespektrum. Durch die langen Giftzähne wird das Gift sehr weit in den Körper eingebracht und wirkt entsprechend stark.
Anders als viele andere große Vipern hält sie ihr Beutetier meistens fest, bis es durch die Giftwirkung gestorben ist. Nur selten und bei besonders wehrhafter Beute lässt die Schlange das Beutetier wieder los und sucht es aktiv nach etwa ein bis zwei Minuten, indem sie der Duftspur folgt. Die Beute wird anschließend vollständig verschluckt, wobei sie alternierend durch die Bewegungen des Unterkiefers und der Zähne des Gaumens in den Schlund geschoben wird. Meistens erfolgt dies mit dem Kopf voran, kleinere Beutetiere können jedoch aufgrund der sehr beweglichen Kiefer in fast jeder Lage geschluckt werden.

### Fressfeinde und Parasiten
Fressfeinde der Gabunviper sind nicht bekannt. Da die Tiere im Laub sehr gut getarnt und zudem sehr wehrhaft sind, sollte das Spektrum potentieller Feinde eher gering sein.
Wie die meisten anderen Schlangen werden Gabunvipern jedoch von einer Reihe Parasiten besiedelt. So finden sich in den meisten gefangenen Gabunvipern Zungenwürmer (Pentastomida) der Art Armillifer armillatus sowie Bandwürmer der Art Proteocephalus gabonica, die sich auf diese Viper spezialisiert haben. Außerdem finden sich Proglottiden, weitere Bandwürmer sowie Eier der zu den Fadenwürmern gehörenden Spulwürmer (Ascaridae) und Strongylidae in den Kotproben der Tiere.

### Fortpflanzung und Entwicklung
Die Balz- und Paarungszeit der Gabunvipern liegt in der Regenzeit und kann entsprechend regional unterschiedlich sein. Die Hauptaktivität liegt im Frühjahr und Frühsommer im Zeitraum von März bis Juni. Wie sich die Geschlechtspartner finden, ist bislang ungeklärt. Man geht allerdings davon aus, dass die Weibchen Geruchsstoffe (Pheromone) abgeben, deren Spur die Männchen folgen können. Die Männchen führen in dieser Zeit Kommentkämpfe durch, wenn sich mehrere Tiere beim gleichen Weibchen treffen. Dabei umschlingen sie sich gegenseitig, um den jeweiligen Gegner zu Boden zu drücken. Diese „Tänze“ werden von einem kontinuierlichen lauten Zischen beider Tiere begleitet, und sehr häufig trennen sich die Tiere, ohne dass ein Gewinner feststeht – in diesem Fall verpaart sich keines der Männchen mit dem Weibchen.
Die Paarung selbst beginnt das Männchen ebenso wie die Kämpfe damit, dass es mit seinem Kopf über den Rücken der potentiellen Partnerin streicht. Wenn das Weibchen eine Paarung zulässt und dies durch Anheben des Schwanzes signalisiert, schlingt sich das Männchen mit dem Vorderkörper um das Weibchen und führt einen der beiden Hemipenes in die Kloake des Weibchens ein, um seine Spermien abzugeben. Die Spermien können vom Weibchen vor der eigentlichen Befruchtung im Genitaltrakt gespeichert werden, dadurch kann die Tragzeit von sieben Monaten bis zu einem Jahr betragen. In dieser Zeit nehmen die Mutterschlangen deutlich an Gewicht und Umfang zu. Bei in Gefangenschaft gehaltenen Schlangen wurden dabei etwa 2,15 Kilogramm Gewichtszunahme beobachtet.
Die Gabunviper ist ovovivipar, bringt also lebende Jungtiere zur Welt, die nur von einer dünnen Embryonalhülle umgeben sind. Die direkt daraus schlüpfenden Jungschlangen haben eine Körperlänge von etwa 24,5 bis 27 Zentimetern bei einem Gewicht von 32 bis 39 Gramm. Der Wurf einer Schlange besteht dabei aus 16 bis zu über 40 Individuen, die Geschlechter sind dabei gleichmäßig verteilt. Bereits nach einem Tag schnappen die Jungschlangen instinktiv nach Beutetieren in der passenden Größe, im Terrarium etwa nach Babymäusen. Die Giftdrüsen und Giftzähne sind bereits voll ausgebildet und funktionsfähig.
Innerhalb von etwa einem Jahr erreichen die Jungschlangen eine Körperlänge von etwa 60 Zentimetern, wobei das proportionale Längenwachstum mit dem Alter abnimmt. Nach zwei Jahren sind die Schlangen etwa einen Meter lang, nach drei Jahren etwa 1,3 Meter. In dem Alter wiegen sie etwa 3 Kilogramm. Über Terrarienversuche konnte ermittelt werden, dass eine durchschnittliche tägliche Nahrungsmenge von 2,1 g/kg Körpergewicht benötigt wird, um ein Wachstum und eine Gewichtszunahme zu erreichen, unterhalb einer Menge von 1,7 g/kg Körpergewicht nehmen die Tiere an Gewicht ab. Nach etwa sechs Jahren ist die Gabunviper ausgewachsen bzw. wächst nur noch minimal, und das Körpergewicht bleibt weitgehend konstant.
Das maximale Alter der Schlangen ist unbekannt, in der Literatur werden allerdings Lebensspannen für gehaltene Schlangen von 10 bis 30 Jahren angegeben. Sollten diese Zahlen zutreffen, handelt es sich bei der Gabunviper gemeinsam mit der Waldkobra (Pseudohaje goldii), der Südafrikanischen Speikobra (Hemachatus haemachatus) und der Waldklapperschlange (Crotalus horridus) um eine der langlebigsten Giftschlangen, für die entsprechende Lebensdaten vorhanden sind. Für die meisten Arten fehlen allerdings entsprechende Daten, es ist also durchaus möglich, dass dieses Maximalalter von vielen weiteren Arten erreicht werden kann.

## Taxonomie

### Forschungsgeschichte

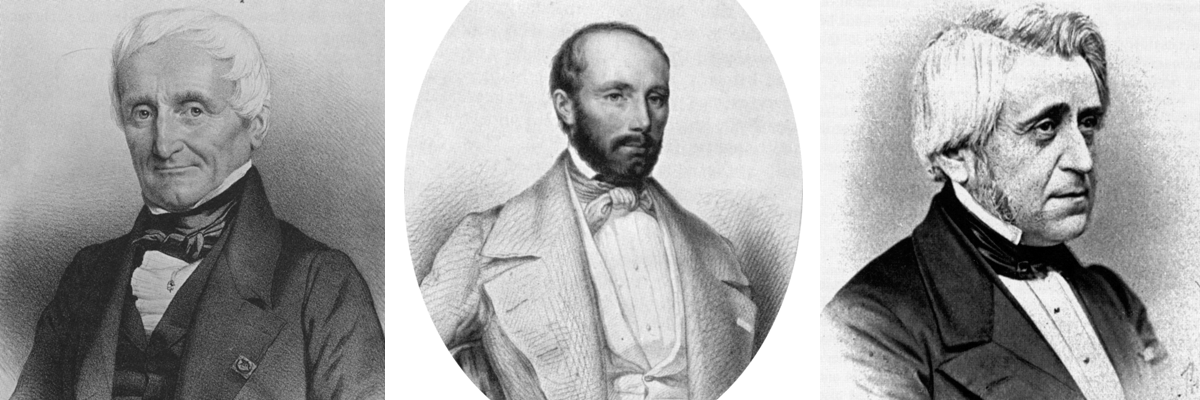
André Marie Constant Duméril, Gabriel Bibron und Auguste Duméril

Die Gabunviper wurde 1854 von André Marie Constant Duméril, Gabriel Bibron und Auguste Duméril als Echidna Gabonica  erstbeschrieben. Gabriel Bibron war Assistent von André Duméril, dem Leiter des Muséum national d’histoire naturelle in Paris, und starb während der Arbeiten an der Veröffentlichung der Erpétologie générale im Jahr 1848. André Dumérils Sohn Auguste übernahm seine Position und führte die Arbeiten gemeinsam mit seinem Vater zu Ende, bevor er 1857 selbst Professor am Museum wurde. Zum Zeitpunkt der Erstbeschreibung der Gabunviper in der Erpétologie générale 1854 war Bibron also bereits verstorben, wurde jedoch posthum als Autor des Werkes benannt, Auguste Duméril dagegen nicht.
1896 ordnete George Albert Boulenger die Art in die bereits 1842 von John Edward Gray geschaffene Gattung Bitis unter dem bis heute gültigen Namen Bitis gabonica ein. Durch Robert Mertens vom Forschungsinstitut- und Naturmuseum Senckenberg in Frankfurt am Main erfolgte erst 1937 eine neue Einordnung als Cobra gabonica und 1951 eine Rückeinordnung in die Gattung Bitis.

### Aktuelle Systematik

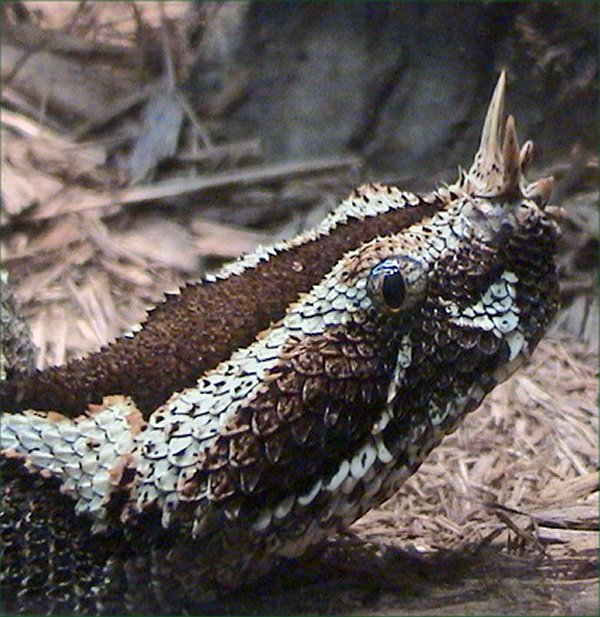
Nashornviper (Bitis nasicornis)

Die Gabunviper ist eine von vierzehn Arten der Puffottern (Bitis). Innerhalb dieser wird sie gemeinsam mit der Nashornviper (B. nasicornis) und der Äthiopischen Puffotter (B. parviocula) in die Untergattung Macrocerastes eingeordnet. Bei diesen Arten handelt es sich um größere Puffottern, die sich vor allem durch die Ausbildung der Kopfschilder auszeichnen. Die Nasalia sind bei ihnen durch mindestens vier Schuppen vom ersten Supralabiale und durch drei oder fünf Schuppen vom Rostrale getrennt. Außerdem weisen alle diese Arten einen dreieckigen Kopf sowie mindestens ein Paar hornähnlich vergrößerte Schuppen an der Schnauzenspitze auf. Die Nashornviper gilt dabei als nächste Verwandte bzw. Schwesterart der Gabunviper.
Nach Untersuchungen von Peter Lenk et al. aus dem Jahr 1999 wurde auf molekularbiologischer Basis der Analyse des Cytochrom b-Gens aus der mitochondrialen DNA festgestellt, dass sich der lange Zeit anerkannten Unterarten der Gabunviper sehr stark voneinander unterscheiden. Sie stellten gravierende Unterschiede zwischen B. g. gabonica und B. g. rhinoceros fest, die denen jeder einzelnen zur nächstverwandten Nashornviper entsprechen. Auf dieser Basis wurde vorgeschlagen, die westliche Unterart B. g. rhinoceros als eigene Art Bitis rhinoceros und als Schwesterart zur Nashornviper zu betrachten. Diese Auffassung hat sich innerhalb der Systematik mittlerweile etabliert und beide Gabunvipern sind als eigenständige Arten anzusehen.

## Schlangengift
Bei einem Biss der Gabunviper wird ein stark wirkendes Gift durch die Kanäle ihrer Zähne injiziert, das sowohl neurotoxische als auch hämolytisch wirkende Bestandteile besitzt. Die Giftmenge, die bei einem Biss dieser Art abgesondert wird, ist zudem recht hoch, und durch die sehr langen Giftzähne wird das Gift tief in die Bissstelle eingebracht.

### Zusammensetzung

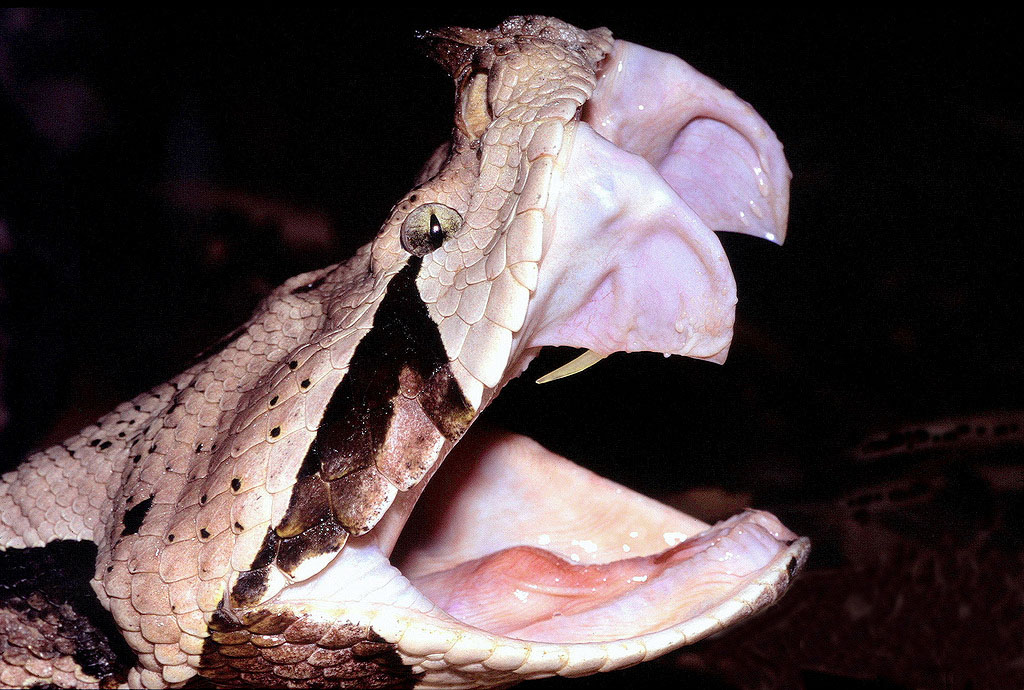
Giftzähne der Gabunviper

Wie die meisten Schlangengifte stellt auch das Gift der Gabunviper ein Gemisch aus unterschiedlichen Proteinanteilen dar, die entsprechend unterschiedlich im Körper der Beutetiere oder eines Gebissenen wirken. Die ersten substanziellen Arbeiten zur Identifizierung der einzelnen Bestandteile des Giftes stammen aus dem Jahr 1969, jedoch ist bis heute nicht abschließend geklärt, welche Bestandteile welche Wirkungen haben. Eine Arbeit von 2007 identifizierte im Proteom der Giftdrüsen mit Hilfe verschiedener Analyseverfahren 38 unterschiedliche Proteine mit Molekülmassen von 7 bis 160 kDa, die sich 12 verschiedenen Giftgruppen zuordnen lassen.
Die meisten Bestandteile des Giftes gehen evolutionär wie für die Vipern typisch auf Komponenten des Blutgerinnungssystems zurück und wirken entsprechend. Den Hauptanteil bilden Serinproteinasen, die im Aufbau und der Funktion dem Gerinnungsenzym Thrombin sehr ähnlich sind. Hinzu kommen unter anderen Zn2+-Metalloproteasen, lektinähnliche Proteine, Phospholipase A2, Bradykinin-verstärkende Proteine und gattungstypische Bitiscystatine. Einige Gifte sind dabei arttypisch, darunter Gabonin-1 und -2 sowie die Disintegrine Bitisgabonin-1 und -2. Die Zusammensetzung der Serinproteasen ist ebenfalls einzigartig für die Gabunviper und insbesondere die Gabonase ist arttypisch für die Gabunviper. In ihrem Aufbau ähnelt sie dabei anderen Serinproteasen aus Schlangengiften wie beispielsweise der Crotalase im Gift der Klapperschlangen (Crotalus).
Im Vergleich zum Gift der Puffotter (Bitis arietans), das als einziges in der Gattung ebenfalls detailliert untersucht ist, ist die Zusammensetzung des Gabunvipergiftes deutlich komplexer. Auf der anderen Seite wird das Puffottergift als effektiver beschrieben. Der Unterschied lässt sich wahrscheinlich vor allem über eine evolutionäre Anpassung der Gifte an die spezifischen Beutetiere erklären; Daten über die Wirkung bei diesen liegen allerdings nicht vor.

### Wirkung
Das Gabunvipergift wirkt sehr stark hämorrhagisch und cytotoxisch, zudem sind neurotoxische Komponenten enthalten. Die Letale Dosis LD50 bei Mäusen und Kaninchen, denen das Gift intravenös gespritzt wurde, liegt bei 0,55 bis 0,71 bzw. 0,86 bis 2,76 Milligramm (Trockengewicht) pro Kilogramm Körpergewicht. Bei Affen liegt die LD50 bei 0,2 bis 0,6 mg/kg, auf dieser Basis wurde für den Menschen hochgerechnet, dass ein unbehandelter Biss mit einer Giftinjektion von mehr als 35 Milligramm als tödlich angesehen werden kann.
Bei einem durchschnittlichen Biss gibt die Gabunviper allerdings deutlich größere Mengen ab, die im Bereich zwischen 200 und 600 Milligramm liegen; die bislang maximal bei einer Giftentnahme festgestellte Menge lag sogar bei 2,4 Gramm Trockengift bzw. 9,7 Milliliter Nassgift. Dabei handelt es sich um die größten Giftmengen, die für Giftschlangen überhaupt dokumentiert sind.
Die Folgen eines Schlangenbisses beim Menschen sind vielfältig und können je nach Menge und Geschwindigkeit der Giftaufnahme unterschiedlich ausfallen. Häufig kommt es zu einem starken Abfall des Blutdrucks bis hin zum Schock, zu Blutungen im Bereich der Bisswunde und in anderen Körperregionen und Organen und zu einer Störung der Blutgerinnung, die der disseminierten intravasalen Gerinnung (DIC) sehr ähnlich ist.
Die Gerinnungsstörung wird ausgelöst durch die hohe Menge an thrombinähnlichen Bestandteilen des Giftes, die zu einer unvollständigen Bildung von Fibrin aus dem vorhandenen Fibrinogen und einem danach erfolgenden Abbau desselben führen. Verstärkt wird der Effekt durch die Bitisgabonine, die das bei der Gerinnung benötigte Fibronektin binden und damit dem Blut entziehen. Das Blut wird entsprechend durch das Schlangengift ungerinnbar. Zytotoxische Effekte zweier hämorrhagischer Proteine, die zu einer Separation von Endothelzellen der Blutgefäße und damit einem Austritt von Blut in das umliegende Gewebe führen, werden für die diffusen Blutungen verantwortlich gemacht. Stoffwechselveränderungen führen zu einer verminderten Sauerstoffaufnahme im Gewebe und einer metabolischen Azidose mit erhöhten Blutkonzentrationen von Glucose und Laktat. Am Herzen werden Störungen der Erregungsleitung und Veränderungen des Aktionspotentials durch eine verminderte Membrandurchlässigkeit für Calciumionen beobachtet, die auch zu einer zunehmenden Herzmuskelschwäche führt.

### Epidemiologie
Bissunfälle durch die Gabunviper bei Menschen sind verhältnismäßig selten und resultieren meist daraus, dass der Betroffene auf eine versteckte Schlange getreten ist. Selbst bei relativ starker Reizung reagieren die meisten Gabunvipern kaum oder nur durch einen kurzen Zischlaut. Genaue Zahlen der Bissunfälle liegen nicht vor und Todesfälle, die auf die Gabunviper zurückgeführt werden können, sind nicht dokumentiert. Bislang wird nur ein Fall aus dem US-Bundesstaat Kalifornien auf den Biss einer Gabunviper zurückgeführt: Am 17. Dezember 1999 wurde Anita Finch, die Besitzerin einer Gabunviper, in ihrem Trailer im Stadtteil Van Nuys in Los Angeles tot aufgefunden, nachdem sie von der Gabunviper in die Hand gebissen wurde.

## Menschen und die Gabunviper
Über die Bestandszahlen der einzelnen Populationen der Gabunviper liegen keine Zahlen vor, es wird jedoch davon ausgegangen, dass diese Tiere in den Regenwäldern Afrikas in relativ großer Individuenzahl vorhanden sind. Einträge in der Roten Liste gefährdeter Arten sowie in der Artenliste des Washingtoner Artenschutz-Übereinkommen (CITES) bestehen entsprechend nicht.
In einigen Teilen ihres Verbreitungsgebietes stellt die Gabunviper als Fleischlieferant eine willkommene Jagdbeute dar. Sie wird im Regelfall mit bloßen Händen gefangen und am Schwanz hängend lebend getragen, da sie sich nur selten wehrt. Vor allem in Uganda gilt die Gabunviper als Delikatesse, sie wird dort vor allem in einer Suppe gegessen. Eine medizinische Nutzung des Schlangengifts ist bislang nicht bekannt.
Die kulturgeschichtliche Bedeutung der Gabunviper ist von der anderer Schlangen in ihrem Verbreitungsgebiet nicht zu trennen. Obwohl Schlangen sehr häufig in afrikanischen Märchen und Geschichten auftauchen, ist es kaum möglich, diese einzelnen Arten zuzuordnen.
Der englische Afrikaforscher Henry Hamilton Johnston beschrieb die in Uganda lebende Gabunviper 1902 in seinem zweibändigen Werk The Uganda Protectorate:

„Die grausame Viper kommt in Uganda sehr häufig vor, und ihre Bisse führen vermutlich schneller und unausweichlicher zum Tode als die irgendeiner anderen Giftschlange. Dennoch handelt es sich, soweit ich erfahren habe, nicht um eine aggressiv-bösartige Kreatur, und sie ist so schwerfällig, dass das Tier von mir einige Zeit mit wenig Bedenken in Gefangenschaft gehalten wurde. Gelegentlich gelang es ihr zu entkommen, ließ sich dann aber von einem schwarzen Diener ohne einen Versuch, ihn zu beißen, aufnehmen und zurückbringen. Die Färbung dieser Puffotter ist wahrscheinlich lebhafter und schöner als bei jeder anderen Schlange. Sie ist wie ein Teppichmuster aus wechselndem schwarz, grünlich-gelb, malvenfarbig und sandgelb, während die weißen Umrandungen der Schuppen bei der regelmäßigen Vergrößerung des Körpers gezeigt werden.
Bald nach dem Tod verblassen diese Farben vollständig, und die getrocknete Haut lässt die blühenden Farben des lebenden Tieres nicht erahnen. Ich schreibe „blühend“, weil die Schönheit dieser Farben verstärkt wird durch den feinen Schimmer, die auf den Schuppen erscheint, der die Farben aufweicht, als wäre das gesamte Muster auf Samt gemalt.“

## Belege

### Zitierte Belege
Die Informationen dieses Artikels entstammen zum größten Teil den unter Literatur angegebenen Quellen, darüber hinaus werden folgende Quellen zitiert:
1. 1 2 3  Falls nicht anders gekennzeichnet, stammen alle Zahlenwerte aus Mallow et al.
2. ↑  Karte nach S. Spawls, B. Branch: The Dangerous Snakes of Africa, Ralph Curtis Books Oriental Press, Dubai 1995, Seiten 192ff., ISBN 0-88359-029-8
3. ↑  H. G. Petzold; H. Saint Girons: Vipern und Grubenottern in Grzimeks Tierleben, 6. Band: Kriechtiere, Kindler Verlag, Zürich 1971
4. ↑  D.G. Broadley, E.V. Cock: Snakes of Rhodesia, Longman, Salisbury 1975. Zitiert in: Marsh & Whaler 1984
5. ↑  Alle Zahlenwerte nach Marsh & Whaler 1984
6. ↑  Mit vollem Titel hieß das Werk: A. M. Duméril, C. G. Bibron: Erpétologie générale ou histoire naturelle complète des reptiles. Tome Septième. Deuxième Partie, comprenant des serpents venimeux, Libraire Encyclopedique de Roret, Paris 1854; Volltext, online.
7. ↑  nach ITIS
8. ↑  Peter Lenk, Hans-Werner Herrmann, Ulrich Joger, Michael Wink: Phylogeny and Taxonomic Subdivision of Bitis (Reptilia: Viperidae) Based on Molecular Evidence, Kaupia – Darmstädter Beiträge zur Naturgeschichte 8, 1999, Seiten 31 bis 38. (Volltext; PDF; 1,2 MB)
9. ↑  Bitis gabonica im Integrated Taxonomic Information System (ITIS)
10. ↑  Juan J. Calvete, Cezary Marcinkiewicz, Libia Sanz: Snake venomics of Bitis gabonica gabonica. Protein family composition, subunit organization of venom toxins, and characterization of dimeric disintegrins bitisgabonin-1 and bitisgabonin-2. In: Journal of Proteome Research. Band 6, Nr. 1, 2007, S. 326–336, doi:10.1021/pr060494k, PMID 17203976.
11. ↑  Hubert Pirkle, Ida Theodor, Don Miyada, Greg Simmons: Thrombin-like Enzyme from the Venom of Bitis gabonica, Journal of Biological Chemistry 261 (19), 1986, Seiten 8830 bis 8835 Volltext (Memento des Originals vom 29. September 2007 im Internet Archive)  Info: Der Archivlink wurde automatisch eingesetzt und noch nicht geprüft. Bitte prüfe Original- und Archivlink gemäß Anleitung und entferne dann diesen Hinweis. (PDF; 2,7 MB)
12. ↑  Werte stammen von Exemplaren zwischen 1,25 und 1,55 m Körperlänge; nach Mallow et al. 2003
13. ↑  Alle Zahlenwerte nach Mallow et al. 2003
14. ↑  S.M. Wildi, A. Gämperli, G. Beer, K. Markwalder: Severe envenoming by a Gaboon viper (Bitis gabonica), Swiss Med Wkly (2001) 131:54–55, PMID 11219193 Volltext (Memento vom 14. August 2009 im Internet Archive)
15. ↑  N. Marsh, D. Gattullo, P. Pagliaro, G. Losano: The Gaboon viper, Bitis gabonica: hemorrhagic, metabolic, cardiovascular and clinical effects of the venom, Life Sci (1997) 61:763–769, PMID 9275005
16. ↑  Woman Who Kept Poisonous Snakes in Home Found Dead. Los Angeles Times, 17. Dezember 1999; abgerufen am 6. Juli 2015.
17. ↑  Originaltext: “The dreadful viper is very common in Uganda, and its bite is perhaps more rapidly and surely fatal than that of any other venomous snake. Nevertheless, it is not, as far as I can learn, a creature of aggressive malice, and is so far sluggish that the specimen was kept by me in captivity for some time with very little objection on its part. It used occasionally to escape, and would then allow itself to be picked up and brought back by the negro servants without any attempt at biting. The coloration of this puff-adder is perhaps more vivid and beautiful than in any other snake. It is like a carpet pattern of alternate black, greenish yellow, mauve, and buff, while by the inflation of the body white edges to the scales are often shown.
Soon after death these colours fade away completely and dry skin gives no idea of the blooming tints of the live animal. I write “blooming”, because the beauty of these colours is enhanced by a delicate bloom which appears on the scales, and which softens the tints so that the whole design might have been painted on velvet.”
Aus Henry Hamilton Johnston: The Uganda Protectorate, zitiert nach Marsh & Whaler 1984; Seite 690.